# 小林清志 (工学者)
小林 清志（こばやし きよし、1922年〈大正11年〉1月1日 - 2013年〈平成25年〉10月28日）は、日本の機械工学者。東北大学教授を経て、豊田工業大学学長や、日本伝熱学会会長、日本熱物性研究会会長等を歴任した。

## 人物・経歴
長野県長野市生まれ。旧制長野商業学校（長野県長野商業高等学校）、旧制横浜高等工業学校、東北帝国大学工学部を経て、1949年同大学院修了。1959年文部省の在外研究員としてアルゴンヌ国立研究所留学。1960年東北大学教授。1970年静岡大学教授。1981年日本伝熱学会会長。1983年日本熱物性研究会会長。1984年 豊田工業大学教授、豊田工業大学副学長。1990年豊田工業大学第3代学長就任。1996年退任。

## 著書
- 『移動論 : 流体運動量・熱・物質』朝倉書店 1973年
- 『工業熱力学』理工学社 1980 年
- 『省エネ技術最前線 : アイデアを現場に生かす』工業調査会 1980年
- 『燃焼工学 : 基礎と応用』理工学社 1988年
- 『移動論』（飯田嘉宏と共著）朝倉書店 1989年